# Atelier 5
L'Atelier 5 è uno studio di architettura e urbanistica fondato a Berna nel 1955 da Erwin Fritz, Samuel Gerber, Rolf Hesterberg, Hans Hostettler e Alfredo Pini. Essi in precedenza avevano lavorato presso lo studio di Hans Brechbühler, collaboratore di Le Corbusier negli anni '30.

## Opere
- 1955-1961: Complesso residenziale di Halen a Kirchlindach
- 1961-1964: Casa di vacanza a Carona
- 1966-1972: Case per studenti a Stoccarda-Vaihingen
- 1967-1972: Complessi residenziali Thalmatt 1 a Kirchlindach
- 1968-1973: Gruppo di case a Caviano
- 1970-1976: Mensa universitaria a Stoccarda-Vaihingen
- 1976-1981: Ristrutturazione e ampliamento dell'Amthaus a Berna
- 1976-1981: Ristrutturazione e ampliamento del Kunstmuseum a Berna
- 1980-1983: Casa Vaucher a Köniz
- 1981-1985: Complessi residenziali Thalmatt 2 a Kirchlindach
- 1981-1985: Complessi residenziali Thalmatt 2 a Kirchlindach
- 1989-1994: Progettazione del quartiere Fischergarten a Soletta
- 1990: Complesso residenziale Schlosspark a Vechigen
- 1993-2000: Quartiere di Amburgo-Rotherbaum

## Premi
Primo premio per la progettazione del complesso residenziale peruviano di Previ-Lima (1969), comprendente 25 case, la cui costruzione è terminata nel 1974.